# Міжнародні відносини Косова
Республіка Косово — частково визнана держава на рубежах Центральної і Південно-Східної Європи та Середземномор'я, яка 17 лютого 2008 року проголосила незалежність від Сербії. Косово — член МОК, Світового банку, МВФ. Станом на 2015 рік, Косово встановило дипломатичні відносини з 76 країнами.
За станом на 1 грудня 2016 незалежність Косова визнали 114 держав з 193 (59 %), країн-членів ООН. Також, 23 з 28 (82 %) країн-членів Європейського Союзу та 24 з 28 (86 %) країн-членів НАТО, 34 з 57 (60 %) країн-членів ОІС визнають державу Косово. Україна, на відміну від переважної більшості європейських країн, США, Японії, Австралії не визнає державу Косово.

## Дипломатичні відносини
| Країна                       | Почато | Місія в Косові        | Місія у країні        |
| ---------------------------- | ------ | --------------------- | --------------------- |
| Австралія                    | 2008   |                       | Посольство            |
| Австрія                      | 2008   | Посольство            | Посольство            |
| Албанія                      | 2008   | Посольство            | Посольство            |
| Андорра                      | 2011   |                       |                       |
| Афганістан                   | 2013   |                       |                       |
| Бахрейн                      | 2014   |                       |                       |
| Бельгія                      | 2008   |                       | Посольство            |
| Болгарія                     | 2008   | Посольство            | Посольство            |
| Буркіна-Фасо                 | 2012   |                       |                       |
| Вануату                      | 2010   |                       |                       |
| Велика Британія              | 2008   | Посольство            | Посольство            |
| Габон                        | 2014   |                       |                       |
| Гана                         | 2012   |                       |                       |
| Гаяна                        | 2013   |                       |                       |
| Гондурас                     | 2010   |                       |                       |
| Гренада                      | 2013   |                       |                       |
| Данія                        | 2008   |                       |                       |
| Джибуті                      | 2013   |                       |                       |
| Домініка                     | 2012   |                       |                       |
| Естонія                      | 2008   |                       |                       |
| Ірландія                     | 2008   |                       |                       |
| Ісландія                     | 2012   |                       |                       |
| Італія                       | 2008   | Посольство            | Посольство            |
| Йорданія                     | 2013   |                       |                       |
| Канада                       | 2009   |                       | Посольство            |
| Катар                        | 2011   |                       |                       |
| Коста-Рика                   | 2013   |                       |                       |
| Кувейт                       | 2013   |                       |                       |
| Латвія                       | 2008   |                       |                       |
| Литва                        | 2008   |                       |                       |
| Лівія                        | 2014   |                       |                       |
| Ліхтенштейн                  | 2012   |                       |                       |
| Люксембург                   | 2011   |                       |                       |
| Малайзія                     | 2011   |                       |                       |
| Мальдіви                     | 2009   |                       |                       |
| Мальта                       | 2011   |                       |                       |
| Маршаллові Острови           | 2013   |                       |                       |
| Монако                       | 2008   | Посольство ( Франція) | Посольство ( Франція) |
| Науру                        | 2008   |                       |                       |
| Нігер                        | 2013   |                       |                       |
| Нідерланди                   | 2008   | Посольство            | Посольство            |
| Німеччина                    | 2008   | Посольство            | Посольство            |
| Ніуе                         | 2015   |                       |                       |
| Нова Зеландія                | 2009   |                       |                       |
| Норвегія                     | 2008   | Посольство            |                       |
| ОАЕ                          | 2010   |                       |                       |
| Оман                         | 2011   |                       |                       |
| Острови Кука                 | 2015   |                       |                       |
| Пакистан                     | 2013   |                       |                       |
| Панама                       | 2013   |                       | Посольство            |
| Португалія                   | 2011   |                       |                       |
| Північна Македонія           | 2009   | Посольство            | Посольство            |
| Сальвадор                    | 2014   |                       |                       |
| Сан-Марино                   | 2012   |                       |                       |
| Саудівська Аравія            | 2009   |                       | Посольство            |
| Сенегал                      | 2014   |                       |                       |
| Сент-Кіттс і Невіс           | 2016   |                       |                       |
| Словенія                     | 2008   | Посольство            | Посольство            |
| Соломонові Острови           | 2015   |                       |                       |
| США                          | 2008   | Посольство            | Посольство            |
| Сьєрра-Леоне                 | 2015   |                       |                       |
| Таїланд                      | 2013   |                       |                       |
| Танзанія                     | 2014   |                       |                       |
| Того                         | 2014   |                       |                       |
| Туреччина                    | 2008   | Посольство            | Посольство            |
| Угорщина                     | 2008   | Посольство            | Посольство            |
| Федеративні Штати Мікронезії | 2013   |                       |                       |
| Фіджі                        | 2013   |                       |                       |
| Фінляндія                    | 2009   | Посольство            |                       |
| Франція                      | 2008   | Посольство            | Посольство            |
| Хорватія                     | 2008   | Посольство            | Посольство            |
| Чехія                        | 2008   | Посольство            | Посольство            |
| Чорногорія                   | 2010   | Посольство            |                       |
| Швейцарія                    | 2008   | Посольство            | Посольство            |
| Швеція                       | 2008   | Посольство            | Посольство            |
| Японія                       | 2009   |                       | Посольство            |

## Міжнародні організації

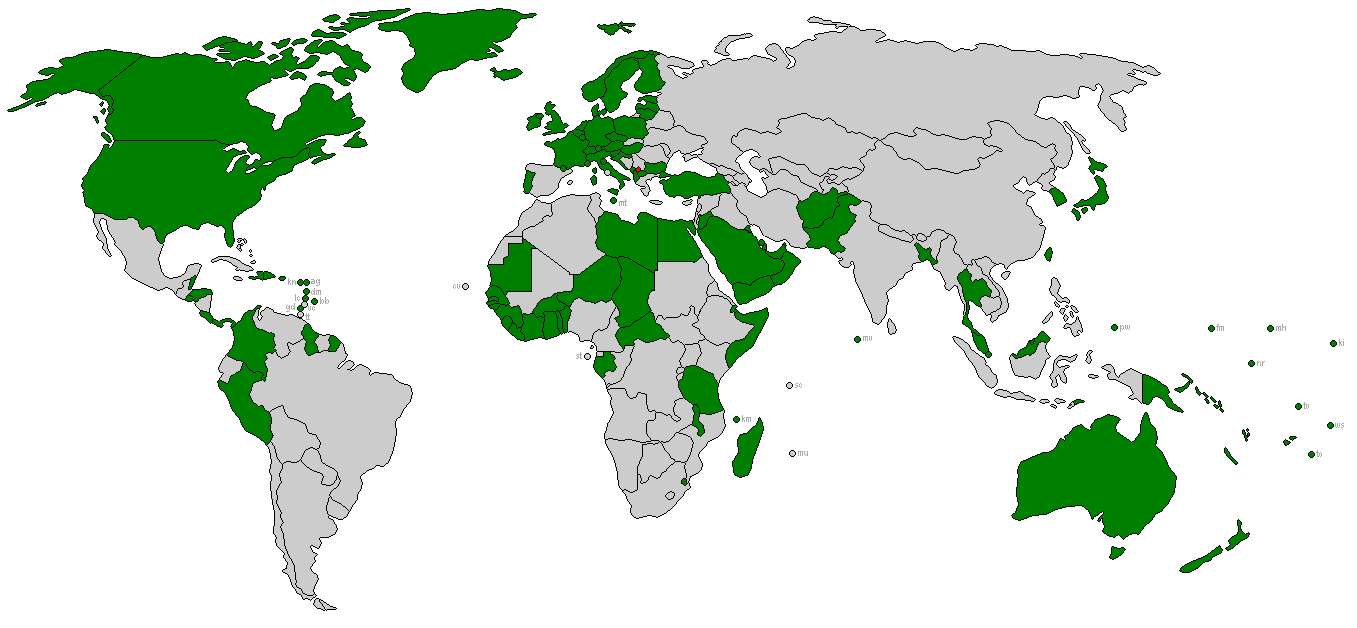
Мапа міжнародної реакції
Косово
Країни, що визнають державу Косово
Країни, що не визнають державу Косово

Республіка Косово бере участь у роботі таких міжнародних організацій:
| Міжнародна організація                                    | Політична структура             | Дата заявки | Дата прийому |
| --------------------------------------------------------- | ------------------------------- | ----------- | ------------ |
| Regional Cooperation Council (RCC)                        | Косово*                         |             | [ 5 ]        |
| Ініціатива НАТО у Південно-Східній Європі (SECI)          | UNMIK                           |             | спостерігач  |
| South East Europe Transport Observatory (SEETO)           | Косово* та UNMIK                |             | 2004         |
| Energy Community                                          | Косово*                         |             | 2006         |
| European Common Aviation Area (ECAA)                      | UNMIK                           |             | 2006         |
| Центрально-європейська асоціація вільної торгівлі (CEFTA) | UNMIK                           | 2006        | 2007         |
| International Amateur Radio Union                         | Косово                          |             | 2015         |
| IRU                                                       | Торгово-промислова асоціація    |             | 2008         |
| Міжнародний валютний фонд                                 | Республіка Косово               | 2008        | 2009         |
| Світовий банк                                             | Республіка Косово               | 2008        | 2009         |
| Європейський банк реконструкції та розвитку               | Республіка Косово               | 2009        | 2012         |
| Council of Europe Development Bank                        | Республіка Косово               |             | 2013         |
| Council of Bureaux                                        | [уточнити]                      | 2011        |              |
| Адріатична хартія                                         | Республіка Косово               | 2012        |              |
| НАТО Партнерство заради миру                              | Республіка Косово               | 2012        |              |
| Венеційська комісія                                       | Республіка Косово               |             | 2014         |
| Франкофонія                                               | Республіка Косово (спостерігач) |             | 2014         |
| South-East European Cooperation Process                   | Косово*                         |             | 2015         |

## Міжнародні договори і конвенції
| Міжнародний договір                         | Політична структура | Підпис | Ратифікація |
| ------------------------------------------- | ------------------- | ------ | ----------- |
| Зона вільної торгівлі, Албанія              | UNMIK               | 2003   | 2003        |
| Зона вільної торгівлі, Північна Македонія   | UNMIK               | 2006   |             |
| Зона вільної торгівлі, Хорватія             | UNMIK               | 2006   | 2006        |
| Зона вільної торгівлі, Боснія і Герцеговина | UNMIK               | 2006   | 2006        |